# Eric Traoré
Eric Traoré (Ouagadougou, 21 maggio 1996) è un calciatore burkinabé, centrocampista dell'Ismaily e della nazionale burkinabé.

## Carriera

### Club
Ha giocato nella massima serie egiziana.

### Nazionale
Ha esordito in nazionale nel 2014; nel 2021 ha partecipato alla Coppa d'Africa.

## Statistiche

### Presenze e reti nei club
Statistiche aggiornate al 18 gennaio 2023.
| Stagione               | Squadra                | Campionato             | Campionato | Campionato | Coppe nazionali | Coppe nazionali | Coppe nazionali | Coppe continentali | Coppe continentali | Coppe continentali | Altre coppe | Altre coppe | Altre coppe | Totale | Totale |
| Stagione               | Squadra                | Comp                   | Pres       | Reti       | Comp            | Pres            | Reti            | Comp               | Pres               | Reti               | Comp        | Pres        | Reti        | Pres   | Reti   |
| ---------------------- | ---------------------- | ---------------------- | ---------- | ---------- | --------------- | --------------- | --------------- | ------------------ | ------------------ | ------------------ | ----------- | ----------- | ----------- | ------ | ------ |
| gen.-giu. 2016         | Aswan                  | PL                     | 17         | 4          | CE              | 1               | 0               | -                  | -                  | -                  | -           | -           | -           | 18     | 4      |
| 2016-2017              | Misr Lel Makasa        | PL                     | 28         | 6          | CE              | 2               | 0               | -                  | -                  | -                  | -           | -           | -           | 30     | 6      |
| 2017-2018              | Misr Lel Makasa        | PL                     | 32         | 4          | CE              | 1               | 0               | CCL                | 2                  | 0                  | -           | -           | -           | 35     | 4      |
| 2018-gen. 2019         | Misr Lel Makasa        | PL                     | 13         | 4          | CE              | 2               | 1               | -                  | -                  | -                  | -           | -           | -           | 15     | 5      |
| Totale Misr Lel Makasa | Totale Misr Lel Makasa | Totale Misr Lel Makasa | 73         | 14         |                 | 5               | 1               |                    | 2                  | 0                  |             | -           | -           | 80     | 15     |
| gen.-giu. 2019         | Pyramids               | PL                     | 15         | 8          | CE              | 4               | 2               | -                  | -                  | -                  | -           | -           | -           | 19     | 10     |
| 2019-2020              | Pyramids               | PL                     | 22         | 3          | CE              | 1               | 0               | CC                 | 13                 | 6                  | -           | -           | -           | 36     | 9      |
| 2020-2021              | Pyramids               | PL                     | 30         | 3          | CE              | 2               | 0               | CC                 | 13                 | 1                  | -           | -           | -           | 45     | 4      |
| 2021-2022              | Pyramids               | PL                     | 19         | 2          | CE              | 1               | 0               | CC                 | 9                  | 0                  | -           | -           | -           | 29     | 2      |
| Totale Pyramids        | Totale Pyramids        | Totale Pyramids        | 86         | 16         |                 | 8               | 2               |                    | 35                 | 7                  |             | -           | -           | 129    | 25     |
| 2022-2023              | ENPPI                  | PL                     | 9          | 0          | CE              | 0               | 0               | -                  | -                  | -                  | -           | -           | -           | 9      | 0      |
| Totale carriera        | Totale carriera        | Totale carriera        | 185        | 34         |                 | 14              | 3               |                    | 37                 | 7                  |             | -           | -           | 236    | 44     |

### Cronologia presenze e reti in nazionale
| Cronologia completa delle presenze e delle reti in nazionale ― Burkina Faso | Cronologia completa delle presenze e delle reti in nazionale ― Burkina Faso | Cronologia completa delle presenze e delle reti in nazionale ― Burkina Faso | Cronologia completa delle presenze e delle reti in nazionale ― Burkina Faso | Cronologia completa delle presenze e delle reti in nazionale ― Burkina Faso | Cronologia completa delle presenze e delle reti in nazionale ― Burkina Faso | Cronologia completa delle presenze e delle reti in nazionale ― Burkina Faso | Cronologia completa delle presenze e delle reti in nazionale ― Burkina Faso |
| Data                                                                        | Città                                                                       | In casa                                                                     | Risultato                                                                   | Ospiti                                                                      | Competizione                                                                | Reti                                                                        | Note                                                                        |
| --------------------------------------------------------------------------- | --------------------------------------------------------------------------- | --------------------------------------------------------------------------- | --------------------------------------------------------------------------- | --------------------------------------------------------------------------- | --------------------------------------------------------------------------- | --------------------------------------------------------------------------- | --------------------------------------------------------------------------- |
| 16-1-2014                                                                   | Città del Capo                                                              | Burkina Faso                                                                | 1 – 1                                                                       | Marocco                                                                     | Campionato delle Nazioni Africane 2014 - 1º turno                           | -                                                                           |                                                                             |
| 20-1-2014                                                                   | Città del Capo                                                              | Burkina Faso                                                                | 0 – 1                                                                       | Zimbabwe                                                                    | Campionato delle Nazioni Africane 2014 - 1º turno                           | -                                                                           | 50’                                                                         |
| 12-5-2015                                                                   | Almaty                                                                      | Kazakistan                                                                  | 0 – 0                                                                       | Burkina Faso                                                                | Amichevole                                                                  | -                                                                           | 83’                                                                         |
| 9-6-2019                                                                    | Marbella                                                                    | RD del Congo                                                                | 0 – 0                                                                       | Burkina Faso                                                                | Amichevole                                                                  | -                                                                           | 79’                                                                         |
| 13-11-2019                                                                  | Ouagadougou                                                                 | Burkina Faso                                                                | 0 – 0                                                                       | Uganda                                                                      | Qual. Coppa d'Africa 2021                                                   | -                                                                           | 66’                                                                         |
| 17-11-2019                                                                  | Khartum                                                                     | Sudan del Sud                                                               | 1 – 2                                                                       | Burkina Faso                                                                | Qual. Coppa d'Africa 2021                                                   | -                                                                           | 50’                                                                         |
| 9-10-2020                                                                   | El Jadida                                                                   | Burkina Faso                                                                | 3 – 0                                                                       | RD del Congo                                                                | Amichevole                                                                  | -                                                                           | 82’                                                                         |
| 12-10-2020                                                                  | El Jadida                                                                   | Burkina Faso                                                                | 2 – 1                                                                       | Madagascar                                                                  | Amichevole                                                                  | 1                                                                           | 77’                                                                         |
| 12-11-2020                                                                  | Ouagadougou                                                                 | Burkina Faso                                                                | 3 – 1                                                                       | Malawi                                                                      | Qual. Coppa d'Africa 2021                                                   | -                                                                           | 70’                                                                         |
| 5-6-2021                                                                    | Abidjan                                                                     | Costa d'Avorio                                                              | 2 – 1                                                                       | Burkina Faso                                                                | Amichevole                                                                  | -                                                                           |                                                                             |
| 12-6-2021                                                                   | Rabat                                                                       | Marocco                                                                     | 1 – 0                                                                       | Burkina Faso                                                                | Amichevole                                                                  | -                                                                           |                                                                             |
| 2-9-2021                                                                    | Marrakech                                                                   | Niger                                                                       | 0 – 2                                                                       | Burkina Faso                                                                | Qual. Mondiali 2022                                                         | -                                                                           |                                                                             |
| 11-10-2021                                                                  | Marrakech                                                                   | Burkina Faso                                                                | 2 – 0                                                                       | Gibuti                                                                      | Qual. Mondiali 2022                                                         | -                                                                           | 72’                                                                         |
| 16-11-2021                                                                  | Blida                                                                       | Algeria                                                                     | 2 – 2                                                                       | Burkina Faso                                                                | Qual. Mondiali 2022                                                         | -                                                                           | 77’                                                                         |
| 5-2-2022                                                                    | Yaoundé                                                                     | Burkina Faso                                                                | 3 – 3 dts (3 – 5 dtr)                                                       | Camerun                                                                     | Coppa d'Africa 2021 - Finale 3º posto                                       | -                                                                           | 87’                                                                         |
| Totale                                                                      |                                                                             | Presenze                                                                    | 15                                                                          |                                                                             | Reti                                                                        | 1                                                                           |                                                                             |